# كريبان دياتا
كريبان دياتا (بالفرنسية: Krépin Diatta)‏ (مواليد 25 فبراير 1999) هو لاعب كرة قدم سينغالي يلعب في مركز الجناح في نادي كلوب بروج.

## روابط خارجية
- كريبان دياتا على موقع الاتحاد الأوربي (الإنجليزية)
- كريبان دياتا على موقع اتحاد النرويج (النرويجية)
- كريبان دياتا على موقع إي إس بي إن إف سي (الإنجليزية)
- كريبان دياتا على موقع قاعدة بيانات كرة القدم.إي يو (الإنجليزية)
- كريبان دياتا على موقع ليكيب (الفرنسية)
- كريبان دياتا على موقع ناشيونال فوتبول تيمز (الإنجليزية)
- كريبان دياتا على موقع Soccerbase.com (لاعب) (الإنجليزية)
- كريبان دياتا على موقع Soccerway.com (الإنجليزية)
- كريبان دياتا على موقع عالم كرة القدم.نت (الإنجليزية)
- كريبان دياتا على موقع AS.com (الإسبانية)